# IC 934
IC 934 ist eine linsenförmige Galaxie im Sternbild Großer Bär am Nordsternhimmel.
Das Objekt wurde im Juni 1892 vom US-amerikanischen Astronomen Edward Emerson Barnard entdeckt. Die Identifikationen von IC 918, 919, 921, 922, 923, 925, 926, 928, 929, 930, 931, 932, 934, 935, 936, 937 und 938 sind sehr unsicher.